# Mój przyjaciel, Skip
Mój przyjaciel Skip (ang. My Dog Skip) – film oparty na prawdziwych wydarzeniach, opisanych we wspomnieniach Williego Morrisa, pod tym samym tytułem. Akcja rozgrywa się w Yazoo City, w USA, we wczesnych latach 40. XX wieku. Willie ma 9 lat – jest nieśmiały, niski i delikatny; stanowi doskonały cel żartów i docinków rówieśników. Na 9. urodziny chłopiec dostaje pieska, który staje się jego najlepszym przyjacielem i pomaga zdobyć nowych przyjaciół.